# Jugoistočna tangenta (Beč)
Bečka Jugoistočna тangenta A23 (ili Tangenta) je gradski auto-put u Beču i deo Evropske mreže puteva E49, E59 i E461. Sa 17.8 km najkraći je auto-put u Austriji ali i najfrekventniji, sa preko 170 000 vozila dnevno. Tangenta se prostire pravcem istok-zapad povezujući istočni (A4) i zapadni (A2) auto-put.